# 江奇涛
江奇涛（1954年2月21日—），安徽无为人，中国大陆作家、编剧，南京军区政治部创作室专业作家，中国作家协会会员。

## 生平
1971年参加中国人民解放军。1978年任南京军区《人民前线报》编辑，入解放军艺术学院文学系学习。1983年调军区政治部专业文艺创作室从事专业文学创作。

## 作品

### 编剧
- 《人间正道是沧桑》
- 《少帅》
- 《亮剑》